# Cacostola janzeni
Cacostola janzeni là một loài bọ cánh cứng trong họ Cerambycidae.